# رامون
رامون یک نام کوچک و نام خانوادگی‌ست. افراد شاخص با این نام از این قرارند:

## نام کوچک
- رامون کاخال
- رامون مرکادر
- رامون لیول
- رامون دکرس
- رامون دیاز
- رامون لوپز دی فریتاس
- رامون ماگسایسای
- رامون نووارو
- رومن نومار
- ریمون اوسنی موریرا لاگه
- رامون رودریگز

## نام خانوادگی
- ایلان رامون